# 李静雯 (主持人)
李静雯（1978年11月4日—），廣東怀集人，广东广播电视台主持人、前新闻主播。

## 个人经历
李静雯2001年毕业于华南师范大学。毕业后於廣州電視台任職早間新聞主播，2003年入職廣東電視台。2005年起於廣東電視台珠江頻道新开办的新聞節目《今日關注》擔當节目主持。
2013年8月8日，李静雯最后一次主持《今日关注》并向观众告别，引起網友熱議。8月底正式離職廣東電視台後，與家人前往香港生活，在港期間並無固定工作，主要以參與娛樂節目為主。
2014年4月，李静雯宣佈復出，並於廣東電視台娛樂節目《粤讲越掂》擔任嘉賓，随后重返《今日关注》，并于广东台多档综艺节目中现身。
2017年12月26日，李静雯获母校华南师范大学教育信息技术学院聘为兼职教授。
近年来，李静雯已不再主持《今日关注》，并转型为娱乐节目主持。其目前在广东公共频道、广东珠江频道、广东卫视等频道的多档节目担任主持或嘉宾。